# Кубок претендентів із волейболу
Кубок претендентів із волейболу (або Челленджер Кап англ. FIVB Volleyball Challenger Cup) — щорічний турнір національних волейбольних збірних. Проводиться з 2018 року, є відбірковим змаганням до Ліги націй.

## Формат турніру
Турнір проводиться за участю 8 команд. Право на змагання отримують дві кращі збірні CEV, що стали фіналістами Євроліги, найгірша команда попереднього розіграшу Ліги націй, національна збірна країни, що є організатором турніру, та кращі збірні континентальних рейтингів (NORCECA, CAVB, AVC та CSV).
У перші два сезони учасники Кубка претендентів проводили однокругові турніри у двох групах. По дві команди з кожної групи виходили до плей-оф, де грали півфінали та фінали за 1-е та 3-тє місця. З 2022 року команди проводять турнір за системою плей-оф, починаючи з чвертьфіналу.
Переможці змагання отримують право виступати наступного року в розіграші Ліги націй.
| Система кваліфікації у чоловіків                                           | Система кваліфікації у чоловіків |
| Конфедерація                                                               | Квоти                            |
| -------------------------------------------------------------------------- | -------------------------------- |
| CEV (Європа)                                                               | 2                                |
| CAVB (Африка)                                                              | 1                                |
| AVC (Азія)                                                                 | 1                                |
| CSV (Південна Америка)                                                     | 1                                |
| NORCECA (Північна Америка, Центральна Америка, країни Карибського басейну) | 1                                |

| Система кваліфікації у жінок                                               | Система кваліфікації у жінок |
| Конфедерація                                                               | Квоти                        |
| -------------------------------------------------------------------------- | ---------------------------- |
| CEV (Європа)                                                               | 2                            |
| AVC (Азія)                                                                 | 1                            |
| CAVB (Африка)                                                              | 1                            |
| CSV (Південна Америка)                                                     | 1                            |
| NORCECA (Північна Америка, Центральна Америка, країни Карибського басейну) | 1                            |

## Фінали (чоловіки)
| Рік       | Місто                                            | Переможець                                       | Результат                                        | Фіналіст                                         | 3-є місце                                        | Результат                                        | 4-е місце                                        |
| --------- | ------------------------------------------------ | ------------------------------------------------ | ------------------------------------------------ | ------------------------------------------------ | ------------------------------------------------ | ------------------------------------------------ | ------------------------------------------------ |
| 2018      | Матозиньюш                                       | Португалія                                       | 3:1                                              | Чехія                                            | Естонія                                          | 3:0                                              | Куба                                             |
| 2019      | Любляна                                          | Словенія                                         | 3:0                                              | Куба                                             | Білорусь                                         | 3:1                                              | Туреччина                                        |
| 2020 2021 | Турніри скасовано у зв'язку з пандемією Covid-19 | Турніри скасовано у зв'язку з пандемією Covid-19 | Турніри скасовано у зв'язку з пандемією Covid-19 | Турніри скасовано у зв'язку з пандемією Covid-19 | Турніри скасовано у зв'язку з пандемією Covid-19 | Турніри скасовано у зв'язку з пандемією Covid-19 | Турніри скасовано у зв'язку з пандемією Covid-19 |
| 2022      | Сеул                                             | Куба                                             | 3:1                                              | Туреччина                                        | Південна Корея                                   | 3:2                                              | Чехія                                            |
| 2023      | Доха                                             | Туреччина                                        | 3:2                                              | Катар                                            | Україна                                          | 3:0                                              | Чилі                                             |
| 2024      | Шаньдун                                          | КНР                                              | 3:1                                              | Бельгія                                          | Єгипет                                           | 3:2                                              | Україна                                          |

## Фінали (жінки)
| Рік       | Місто                                            | Переможець                                       | Результат                                        | Фіналіст                                         | 3-є місце                                        | Результат                                        | 4-е місце                                        |
| --------- | ------------------------------------------------ | ------------------------------------------------ | ------------------------------------------------ | ------------------------------------------------ | ------------------------------------------------ | ------------------------------------------------ | ------------------------------------------------ |
| 2018      | Ліма                                             | Болгарія                                         | 3:1                                              | Колумбія                                         | Пуерто-Рико                                      | 3:2                                              | Перу                                             |
| 2019      | Ліма                                             | Канада                                           | 3:2                                              | Чехія                                            | Аргентина                                        | 3:0                                              | Хорватія                                         |
| 2020 2021 | Турніри скасовано у зв'язку з пандемією Covid-19 | Турніри скасовано у зв'язку з пандемією Covid-19 | Турніри скасовано у зв'язку з пандемією Covid-19 | Турніри скасовано у зв'язку з пандемією Covid-19 | Турніри скасовано у зв'язку з пандемією Covid-19 | Турніри скасовано у зв'язку з пандемією Covid-19 | Турніри скасовано у зв'язку з пандемією Covid-19 |
| 2022      | Задар                                            | Хорватія                                         | 3:1                                              | Бельгія                                          | Пуерто-Рико                                      | 3:1                                              | Колумбія                                         |
| 2023      | Лаваль                                           | Франція                                          | 3:1                                              | Швеція                                           | Колумбія                                         | 3:1                                              | Україна                                          |
| 2024      | Маніла                                           | Чехія                                            | 3:1                                              | Пуерто-Рико                                      | В'єтнам                                          | 3:1                                              | Бельгія                                          |